# Callum Elson
Callum Elson (31 dicembre 1998) è un mezzofondista britannico.

## Palmarès
| Anno | Manifestazione           | Sede      | Evento          | Risultato | Prestazione | Note                          |
| ---- | ------------------------ | --------- | --------------- | --------- | ----------- | ----------------------------- |
| 2022 | Europei di cross         | Torino    | Staffetta mista | 5º        | 17'45"      |                               |
| 2023 | Mondiali di cross        | Bathurst  | Staffetta mista | 6º        | 24'39"      |                               |
| 2023 | Mondiali corsa su strada | Riga      | Miglio          | Argento   | 3'56"41     | Miglior prestazione personale |
| 2023 | Europei di cross         | Bruxelles | Corsa seniores  | 59º       | 32'28"      |                               |
| 2024 | Mondiali indoor          | Glasgow   | 1500 m piani    | Batteria  | dnf         |                               |

## Campionati nazionali
2022
- 9º ai campionati britannici, 1500 m piani - 3'48"62

2023
- 8º ai campionati britannici, 1500 m piani - 3'47"71

2024
- Argento ai campionati britannici indoor, 1500 m piani - 3'48"54

2025
- 6º ai campionati britannici indoor, 3000 m piani - 7'52"08

## Altre competizioni internazionali
2023
- 17º al Cross Internacional Juan Muguerza ( Elgoibar) - 35'22"